# Король Олексій Костянтинович
У Вікіпедії є статті про інших людей з прізвищем Король
Коро́ль Олексі́й Костянти́нович (4 березня 1913, Київ — 10 березня 1977, Київ) — український та радянський астрометрист, доктор фізико-математичних наук.

## Біографія
Король Олексій Костянтинович народився 4 березня 1913 року в м. Київ.
Закінчивши трудову школу №13, пішов на машинобудівний завод «Більшовик» учнем ФЗН, де 1930 р. набув кваліфікацію котельника-розмітника. Учився на вечірньому робітфаку Київського університету, у квітні 1931 р. перейшов на денне відділення фізико-математичного факультету.
У 1932 р. у зв'язку з переходом на другий курс й отриманням стипендії, припинив роботу на заводі. 1936 р. - захист дипломної роботи "Задача Кеплера та її розв'язування" з оцінкою "відмінно",
здобуття кваліфікації «фахівця з математичних дисциплін із правом викладати їх у старших класах середньої школи, виконувати обов'язки асистента у вищих навчальних закладах та молодшого наукового працівника в н/д установах», рекомендація до аспірантури. 
У 1936—1939 рр. проходив аспірантуру при Київській астрономічній обсерваторії (КАО), де під керівництвом професора С. Д. Чорного вивчав теоретичну астрономію та опановував методи спостережень. О. К. Король і другий вихованець Київського університету − М. М. Остафов були першими аспірантами тільки-но заснованої аспірантури при обсерваторії.
Закінчивши аспірантуру 1939 р., О. К. Король дістав направлення в Полтавський педагогічний інститут, але через два місяці був призваний на дійсну військову службу, яку проходив у 21-му окремому батальйоні зв'язку 55-ї стрілецької дивізії. Батальйон часто змінював свою дислокацію: Курськ, Воронеж, Усмань, Каунас, Вільнюс, Берестейська фортеця і, нарешті, Слуцьк − на колишньому кордоні Білорусі, де О. К. Короля застала війна. Він дістав тут перше поранення й опинився на окупованій території, 30 вересня 1941 р. добрався до Києва, а 9 жовтня 1941 р. був зарахований до штату КАО. Там він налагодив зв'язок із партизанською групою, виконував її окремі доручення, зокрема, приймав радіозведення Радінформбюро та передавав їх партизанам. Після визволення Києва О. К. Король знову в діючій армії, звідки він був демобілізований наприкінці 1944 р. внаслідок ще двох поранень. А в січні 1945 р. О. К. Король уже став до роботи в ГАО. Тут під керівництвом академіка О. Я. Орлова він невдовзі підготував кандидатську дисертацію на тему «Движение полюса Земли с 1915.8 по 1929.0», яку захистив у травні 1950 р.
Протягом 1950−1952 рр. О. К. Король із групою співробітників установив, відрегулював і дослідив один з перших інструментів обсерваторії − вертикальний круг конструкції Ваншаффа (D = 19 см, F = 2.5 м), після чого на ньому розпочалися регулярні спостереження. Цей телескоп разом із подвійним довгофокусним астрографом Тепфера−Штейнгеля вивезли з Німеччини після війни як репарацію й передали Україні. Тепер обидва телескопи є експонатами музею ГАО, а на місці, де був вертикальний круг, установлено пам'ятний знак. Перший результат наукової роботи, виконаної за даними спостережень на телескопі Ваншаффа, − каталог схилень 588 слабких зір − здобув високу оцінку на Астрометричній конференції в Пулкові.
У 1954 р. О. К. Король очолював експедицію зі спостережень повного сонячного затемнення поблизу м. Новомосковська Дніпропетровської області, а 1957 р. за завданням Астроради АН СРСР організував в Голосієві станцію для оптичних спостережень штучних супутників Землі. За успішну роботу цієї станції Президія АН СРСР нагородила О. К. Короля Почесною грамотою (1959 р.).
Протягом 1954−1965 рр. О. К. Король керував великою колективною роботою з визначення в єдиній системі абсолютних схилень яскравих і слабких фундаментальних зір. Цю роботу опубліковано в низці статей та в монографії «Склонения ярких и слабых фундаментальных звезд в единой системе» (Київ: «Наукова думка», 1969.− 234 с.), що стала основою докторської дисертації О. К. Короля, яку він захистив 1974 р. Згодом учений був співкерівником (разом з А. С. Харіним) теми «Спостереження великих планет і Сонця на вертикальному крузі Ваншаффа».
О. К. Король активно популяризував астрономічні знання: охоче листувався з аматорами астрономії, писав популярні статті, виступав із лекціями перед киянами та мешканцями багатьох куточків України. За дорученням товариства «Знання» вчений часто виїжджав із лекціями на цілинні землі до Казахстану та у віддалені військові гарнізони (Далекий схід, Північ). Багато років він був відповідальним секретарем щорічника «Короткий астрономічний календар». Надрукував ряд статей на його сторінках: «Проходження Меркурія по диску Сонця 9 травня 1970 р.» (1972 р.), «30 років ГАО АН УРСР» (1974 р.), «Піонер-10» та «Піонер-11» біля Юпітера" (1976 р.), «Реформа календаря. Чи потрібна вона?» (1977 р.), "Коротка історія «Короткого астрономічного календаря» (1978 р.).
Останню з наведених статей О. К. Король написав, будучи відповідальним редактором календаря на 1978 р. Проте цей випуск побачив світ уже після смерті вченого.
На честь Короля Олексія Костянтиновича астероїд № 251449 головного поясу, відкритий 11 лютого 2008 року в Андрушівці отримав назву 251449 Олексакороль
(251449 Olexakorol’).